# Kostel Povýšení svatého Kříže (Býčkovice)
Kostel Povýšení svatého Kříže v Býčkovicích v okrese Litoměřice byl římskokatolický kostel z první poloviny 19. století. Kostel v místě původního románského řádového kostela stával v Býčkovicích do roku 1965, kdy byl zbořen.

## Historie

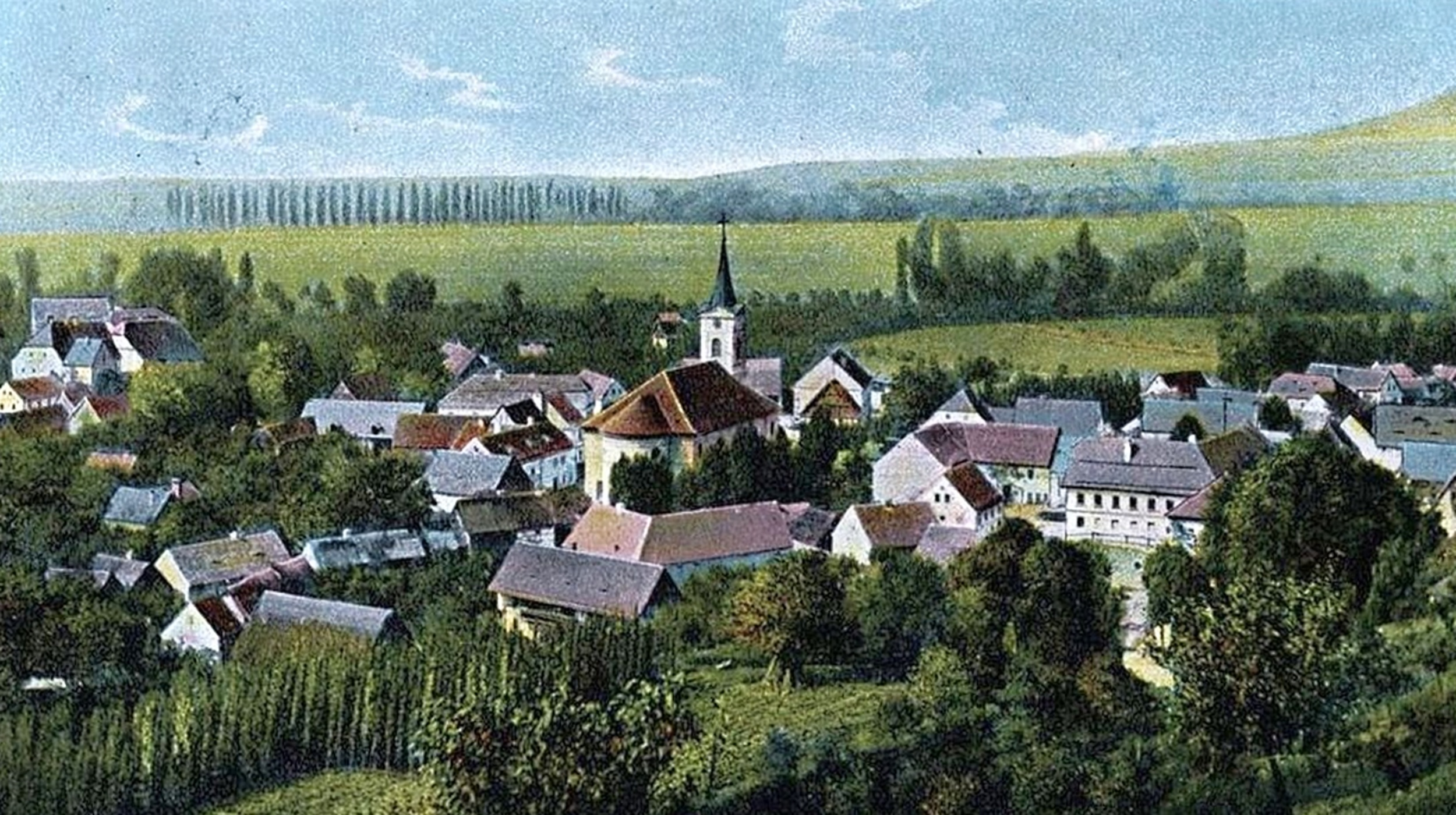
Býčkovice na pohlednici z roku 1901

První písemná zmínka o býčkovickém kostele pochází z roku 1237. Nacházel se při býčkovické komendě Řádu německých rytířů, která stála v místě dnešních domů čp. 46 a 47, a byl zničen za husitských válek. Později byl v Býčkovicích vybudován kostel zasvěcený patrně sv. Havlu, který stával pravděpodobně v místech někdejšího hřbitova východně od fary (čp. 36); ta nyní slouží jako rekreační objekt. Tento kostel byl stržen, neboť hrozilo jeho sesutí.
Namísto něj postavil Josef Proksch v letech 1834-1836 (podle jiných zdrojů v letech 1826-1830) v empírovém slohu ve středu obce na pravém břehu Lučního potoka trojlodní kostel v empírovém slohu s věží čtvercového půdorysu v ose západního průčelí. Jeho vnitřní vybavení bylo zčásti přeneseno ze strženého kostela – oltářní obraz "Vztyčení kříže" věnoval do původního kostela císař Leopold II.
Po druhé světové válce kostel značně zchátral a v roce 1961 se na věži objevily statické poruchy, kvůli nimž došlo k jejímu snížení odstřelem; tím však byla poškozena i statika zbývající části stavby. Dne 22. července 1965 pak byl odstřelen i zbytek kostela. Dnes se na jeho místě nachází hřiště a zeleň. Další osud vnitřního vybavení kostela není znám.

## Architektura

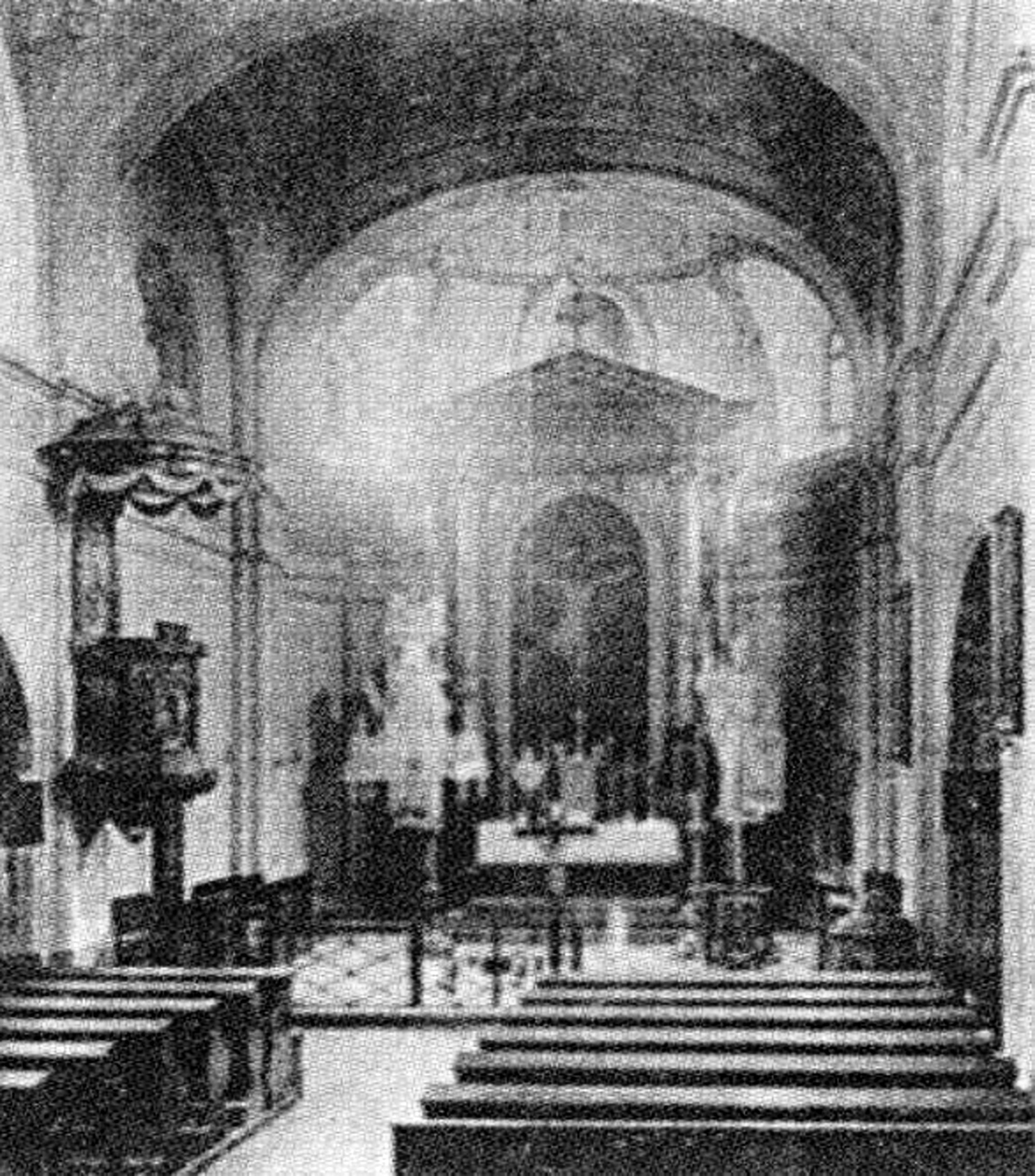
Interiér kostela (rok 1899)

Kostel byl podélný, trojlodní. Měl odsazenou půlkruhovou apsidu. Na jeho západním průčelí se nacházely dva páry vysokých pilastrů, trojúhelníkový štítek a v ose byla hranolová věž, která byla snížená roku 1961. V hlavní lodi byly plackové klenby mezi pasy. Po stranách se nacházely úzké boční lodi a nad nimi tribuny.

## Zařízení
Hlavní oltář byl portálový, sloupový. Byl na něm obraz Krista na kříži. Obraz byl italského původu s letopočtem MDXCVI a signován byl „AZ“. Byl věnovaný roku 1836 z Florencie tehdejším majitelem panství, toskánským arcivévodou Leopoldem II. Před ním se nacházely dvě volké sochy sv. Cyrila a sv. Metoděje, které byly signovány „Kubeš 1863“. Byly zde dva boční oltáře portikového typu se sloupky a dřevěná empírová kazatelna z doby stavby. V kostely se nacházely čtyři barokní obrazy v černo-zlatých rámech z počátku 17. století. Byli na nich: Světice s knihou, sv. Jan Nepomucký, sv. Václav a Ježíšek s Pannou Marií a sv. Annou. Obrazy se nacházely na pilířích hlavní lodi. V kostele byl též obraz Madony s děťátkem. Jednalo se o lidovou práci z 18.-19. století. Dále zde byl barokní obraz sv. Havla z 1. poloviny 18. století, který pocházel z dřívějšího kostela. V lodi byla i barokní soška sv. Jana Nepomuckého z 1. poloviny 18. století a kamenná válcová křtitelnice s klasicistním ornamentem, která pocházela z období kolem roku 1800.

## Okolí kostela

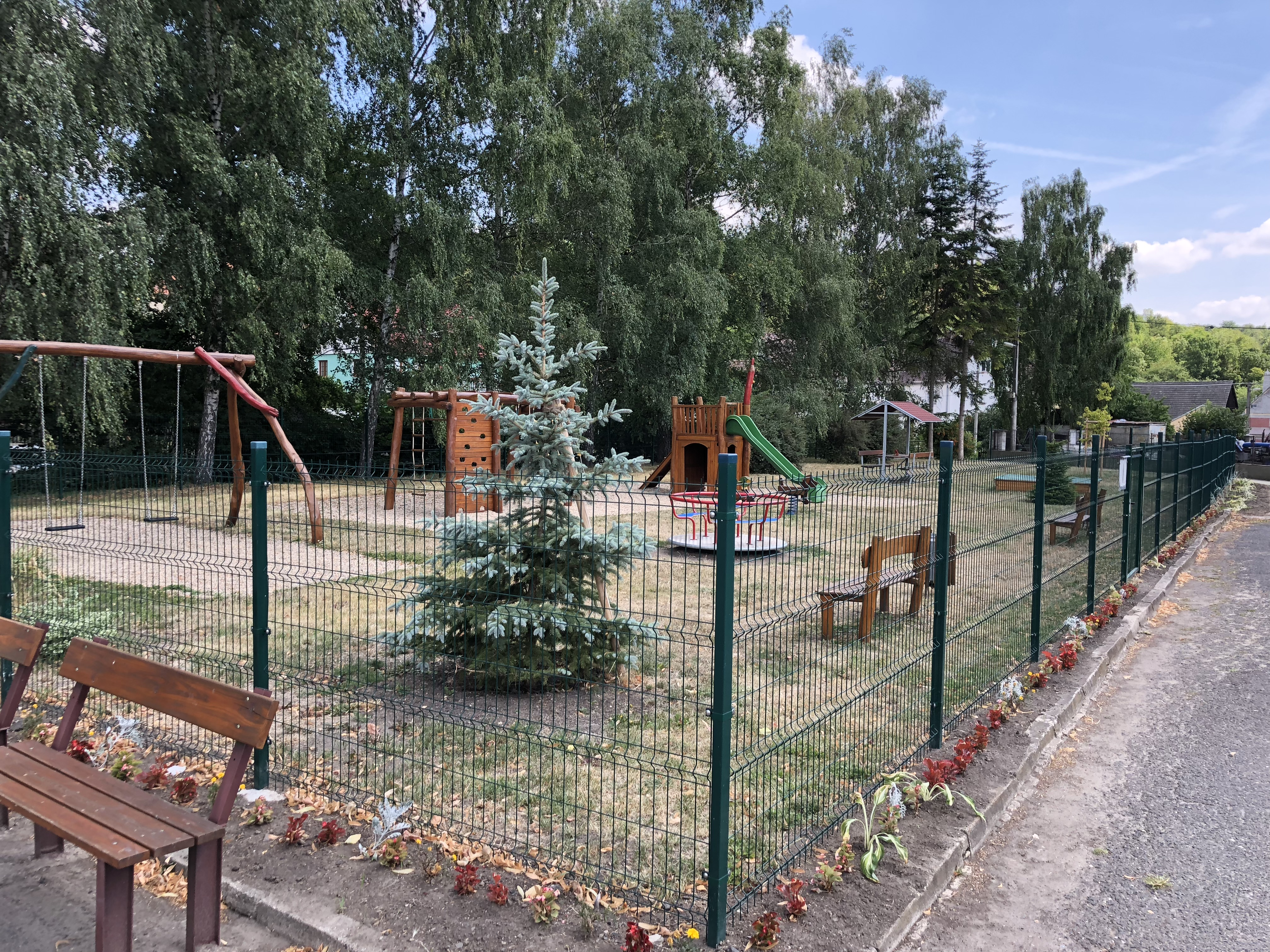
Místo kde stával v Býčkovicích kostel Povýšení sv. Kříže zbořený v roce 1965. V roce 2018 je na místě dětské hřiště provozované obecním úřadem.

Poblíž kostela byla situována pozdně barokní fara ze 2. poloviny 18. století. Jedná se patrovou stavbu s mansardovou střechou. Na průčelí se nacházel plochý rizalit s trojúhelným štítem, portálek s oválnou kartuší a dvouramenným schodištěm. Vedle fary je barokní brána s diagonálními pilastry. U ní se nacházel výklenek se sochou Anděla strážce. Na podstavci sochy je znak s letopočtem 1714. Snad se jedná o pozůstatek brány někdejšího hřbitova, na kterém stával původní kostel sv. Havla.
Na návsi stojí barokní kaplička z 18. století. Je portikového typu s pilastry a vzdutou římsou. Její výklenek je prázdný. Na vrcholu je soška sv. Floriána. Na obcí se nachází podobná kaplička, avšak bez sošky. V polích stojí barokní socha Panny Marie. Pod farou jsou barokní Boží muka. Nacházejí se na čtverhranném pilíři s pilastry na rozích. Na stříšce mají bochníkovitý nástavec. V prázdných výklencích jsou stopy barvy.